# Tullio Marengoni
Tullio Marengoni (7 aprile 1881 – 2 agosto 1965) è stato un ingegnere e progettista italiano.
Fu, nella prima metà del XX secolo, il capo progettista della più grande industria armiera italiana, la Beretta di Gardone Val Trompia. Ideò e disegnò alcuni dei modelli in assoluto più riusciti e duraturi della casa bresciana, quali la Beretta M34 o il Beretta MAB 38.

## Progetti
- pistola Beretta M15
- pistola Beretta M17
- pistola Beretta M23
- pistola Beretta M31
- pistola Beretta M34
- pistola Beretta M35
- mitra Beretta MAB 18
- carabina semiautomatica Beretta MAB 18/30
- mitra Beretta MAB 38 e sue varianti
- mitra Beretta M3